# Maasgotiek

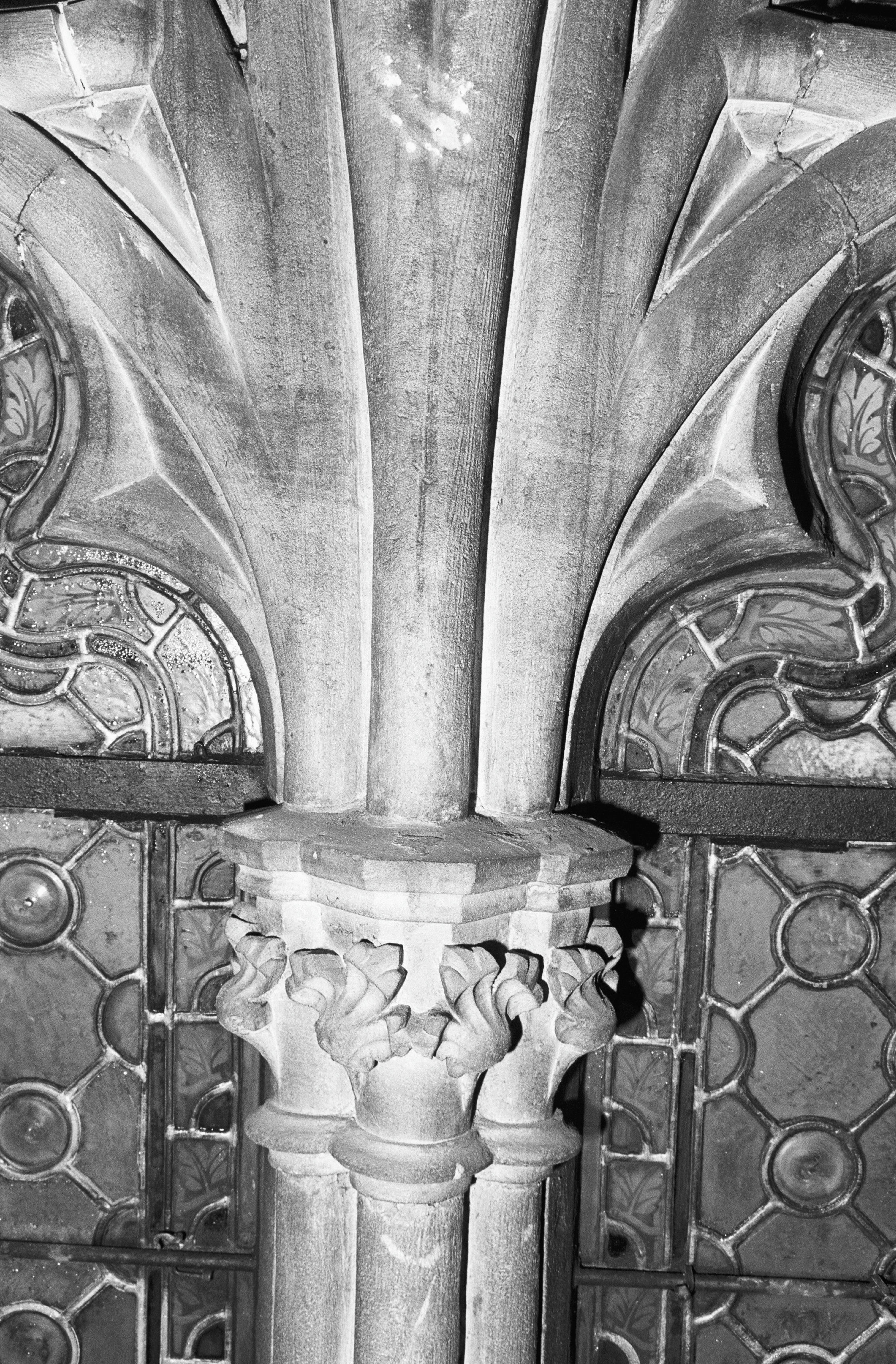
Kapiteel op een middenmontant in de Basiliek van Meerssen

Maasgotiek of Maaslandse gotiek is de benaming voor de gotische bouwstijl in het prinsbisdom Luik (ruwweg aan weerszijden van de Maas in België en Nederlands Limburg) van de 13e tot de 16e eeuw. Typerend voor de Maasgotiek is het gebruik van Maaskapitelen, gebeeldhouwde kapitelen met gestileerde bladeren, als bekroning van kalkstenen zuilen. Vaak zijn de kerken van mergel gebouwd.
De van oorsprong Franse gotische bouwstijl komt in de Maasregio, net als in Duitsland, pas vrij laat tot ontwikkeling. Tot halverwege de 13e eeuw blijft men trouw aan de romaanse stijl (Munsterkerk (Roermond); Heilig-Kruiskerk (Luik). Wel kan gesteld worden dat het laat-12e-eeuwse Bergportaal van de Sint-Servaasbasiliek al kenmerken van de gotiek vertoont.
De regionale variant van de internationale gotische stijl begon in de dertiende eeuw in de Maasstreken met de bouw van relatief eenvoudige klooster- en parochiekerken, zoals de Dominicanenkerk, de Oude Minderbroederskerk en de Sint-Janskerk, alle in Maastricht. Ook de Minderbroederskerk (thans Sint-Nicolaaskerk) in Aken kan tot deze groep gerekend worden. Later zal Aken zich meer op het Rijnland richten; vergelijk het koor van de Dom van Aken met de Dom van Keulen.
Tot de hoogtepunten van de Maasgotiek kunnen gerekend worden de Onze-Lieve-Vrouwebasiliek van Tongeren, de Basiliek van het H. Sacrament van Meerssen, de Onze-Lieve-Vrouwekerk van Hoei, de Onze-Lieve-Vrouwekerk van Dinant en een drietal kerken in Luik: de Sint-Pauluskathedraal, de Sint-Maartensbasiliek en de Sint-Jacobskerk (beide 1e helft 16e eeuw). De laatste heeft een zeer uitbundig interieur. In Maastricht werd de kruisgang van de Onze-Lieve-Vrouwebasiliek pas rond 1560 in een zeer late vorm van de Maasgotische stijl, met overgangsvormen naar de Maaslandse renaissance, vernieuwd.

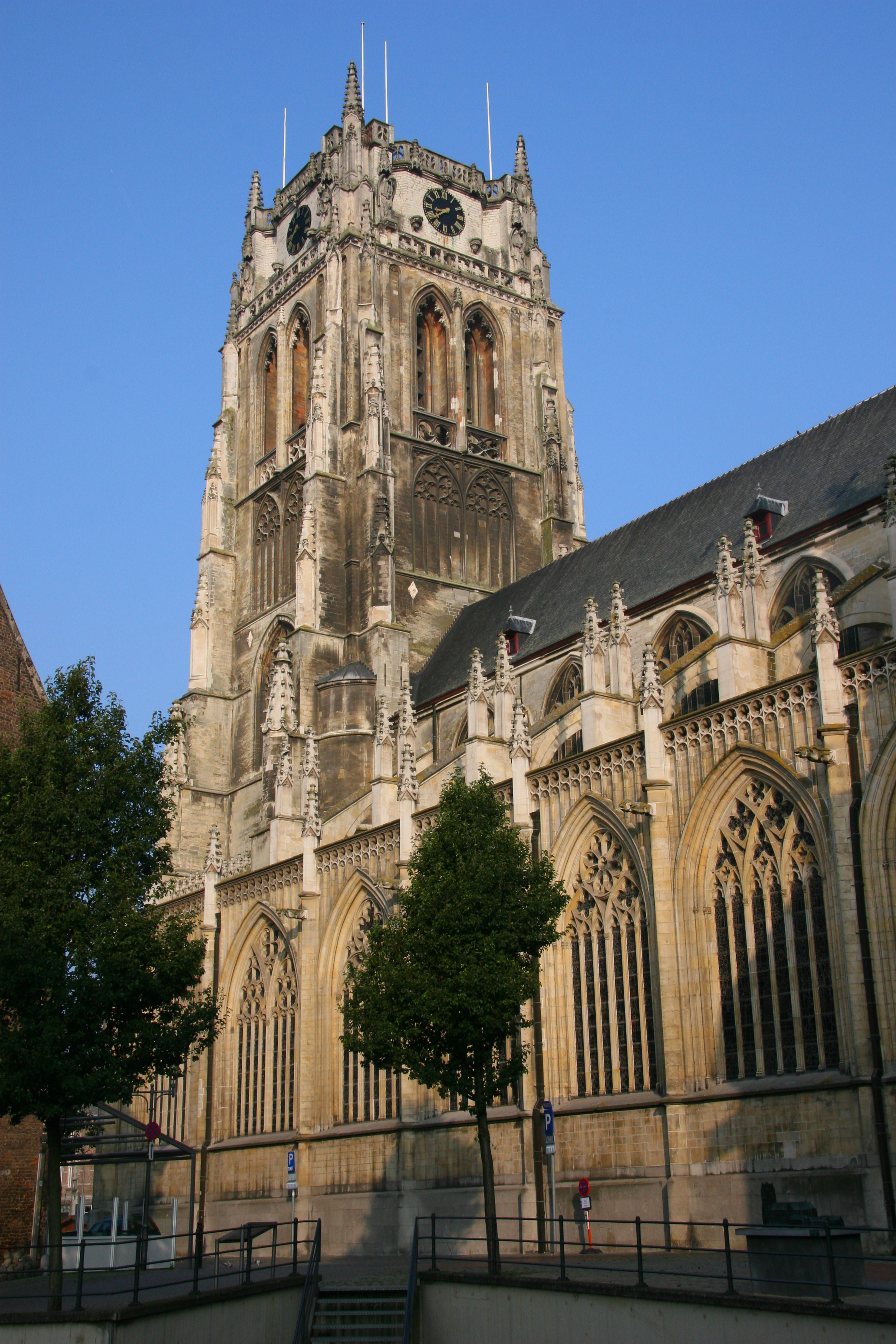
O.L.-Vrouwebasiliek, Tongeren
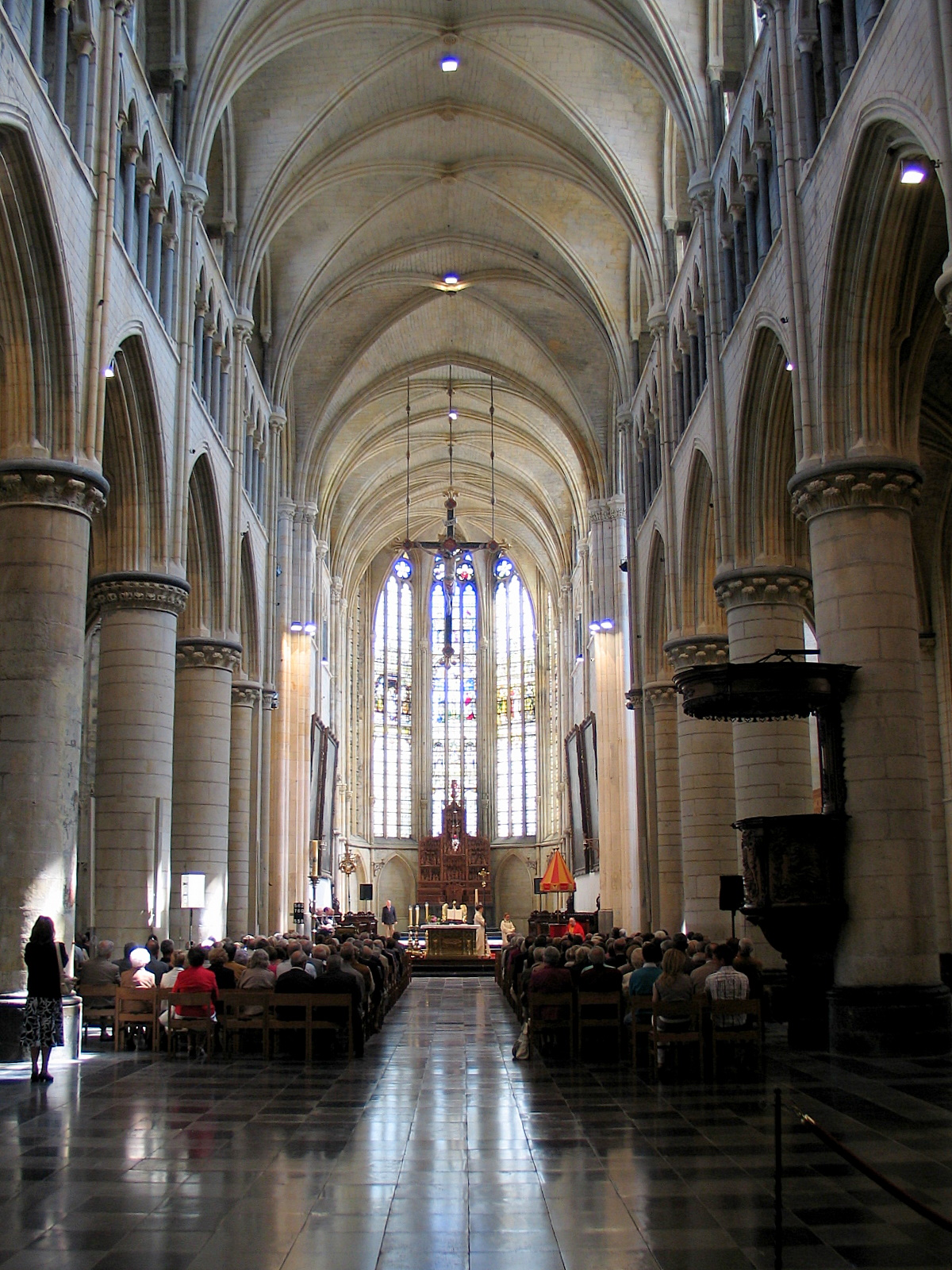
Interieur basiliek Tongeren
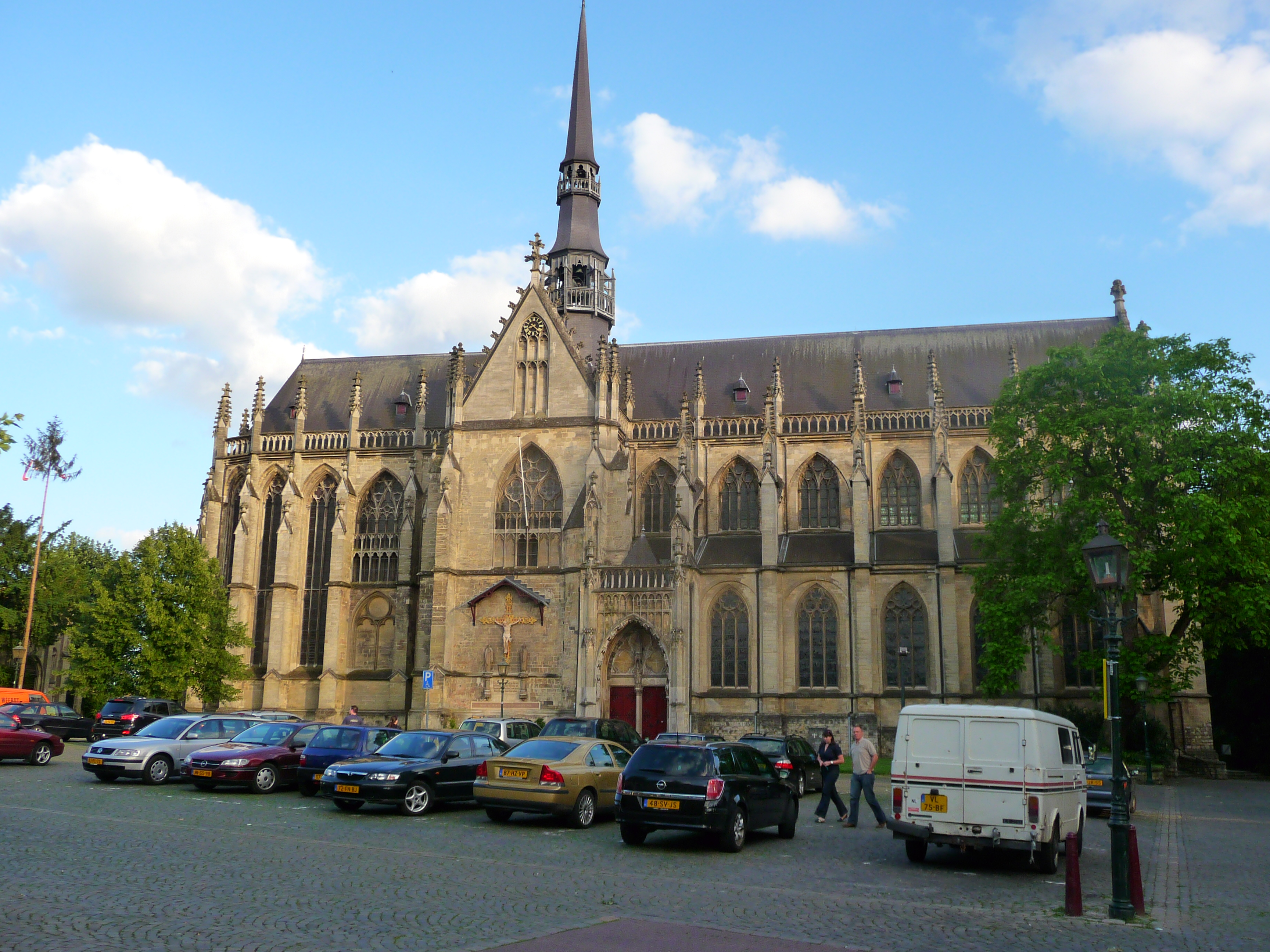
Basiliek van Meerssen
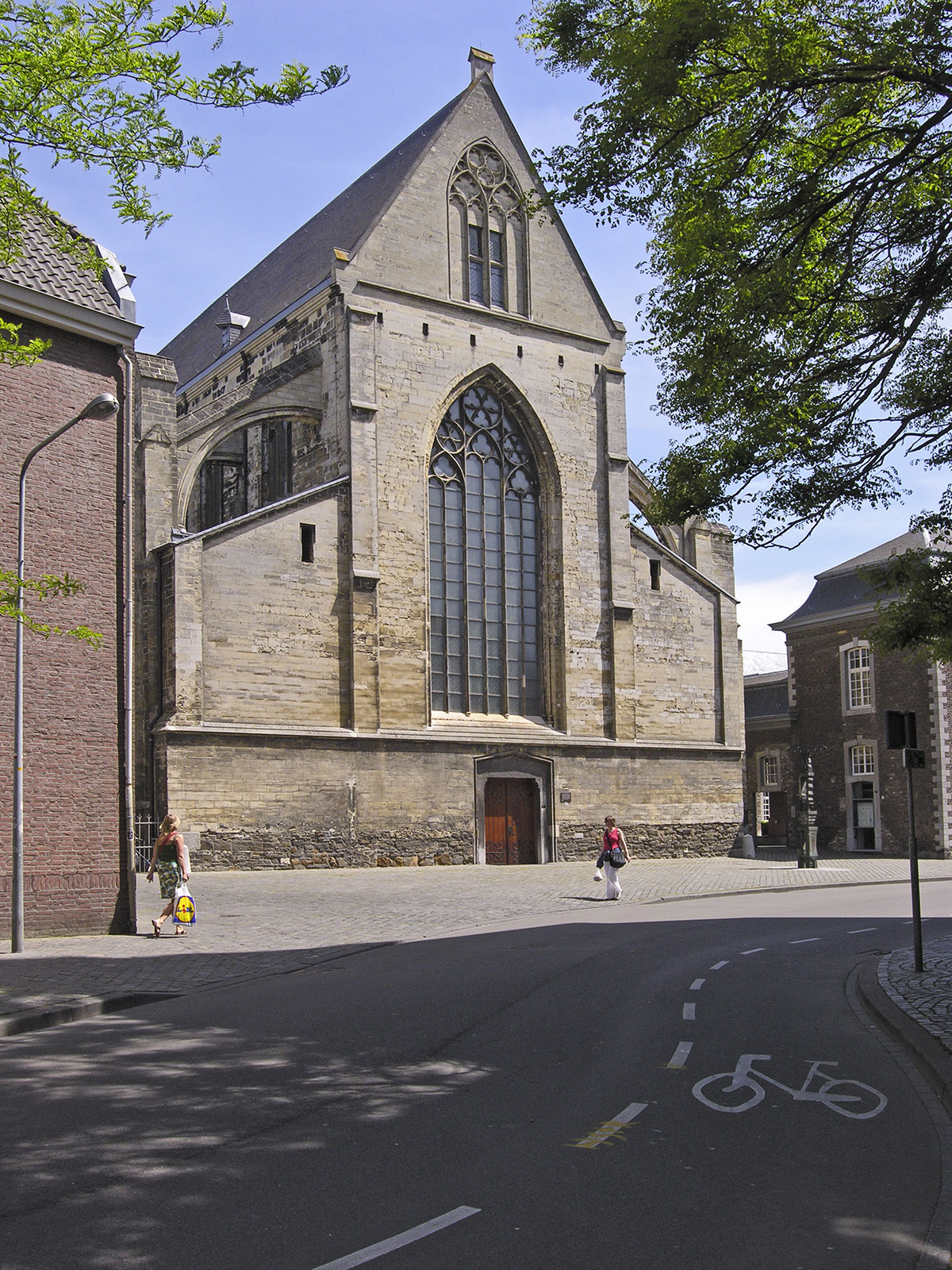
Oude Minderbroederskerk, Maastricht
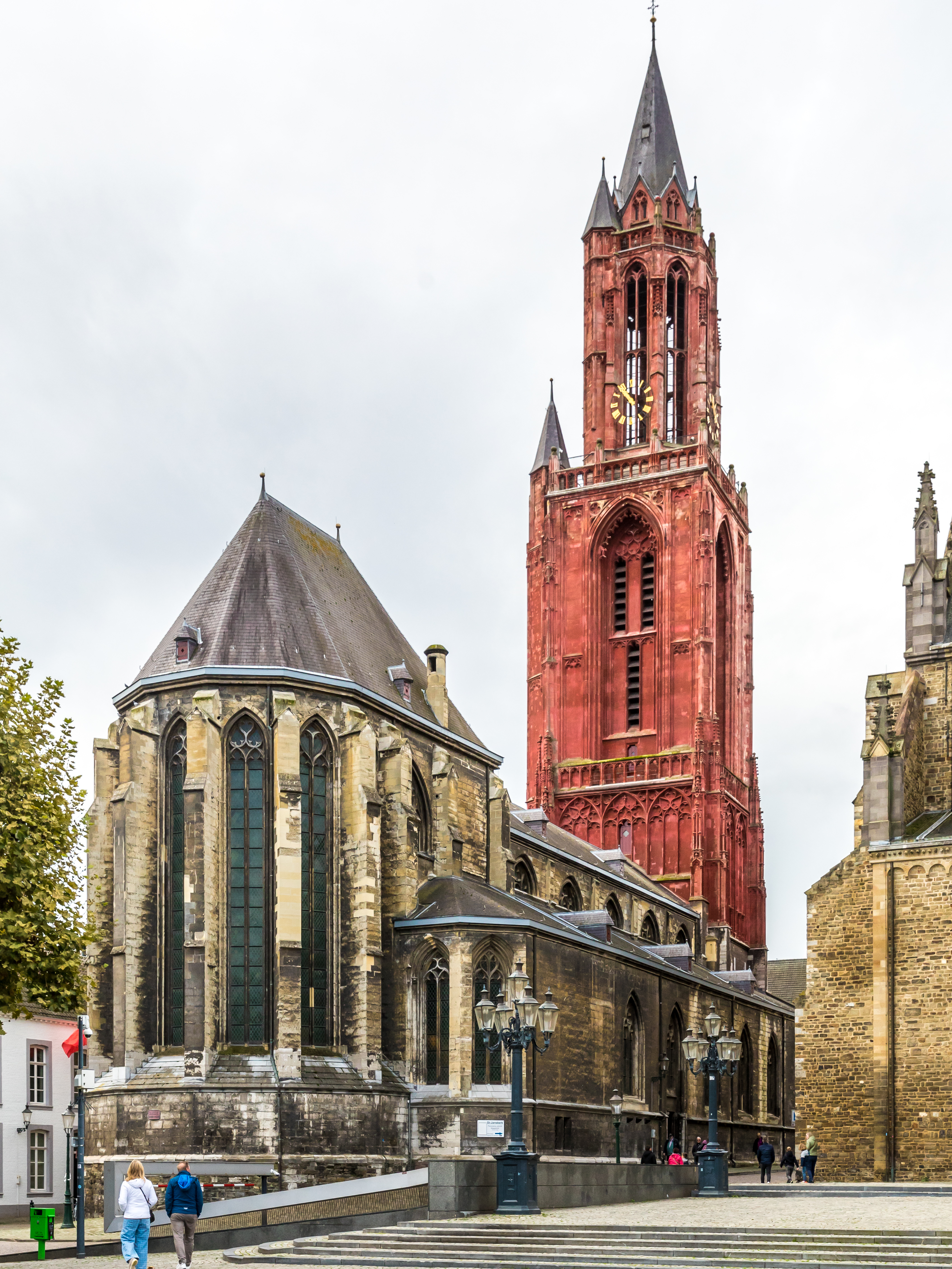
St.-Janskerk, Maastricht
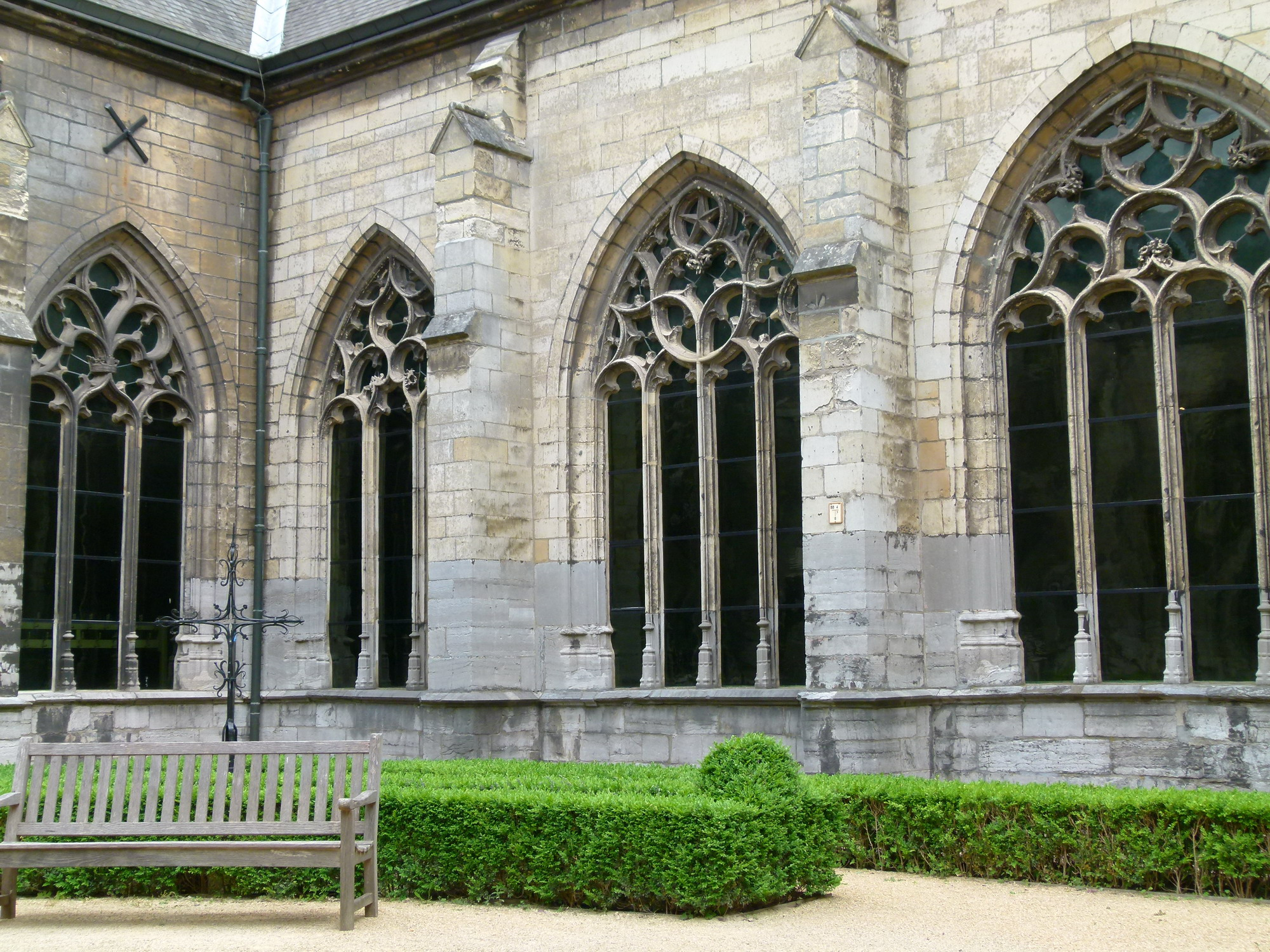
Kloostergang O.L.-Vrouwebasiliek, Maastricht
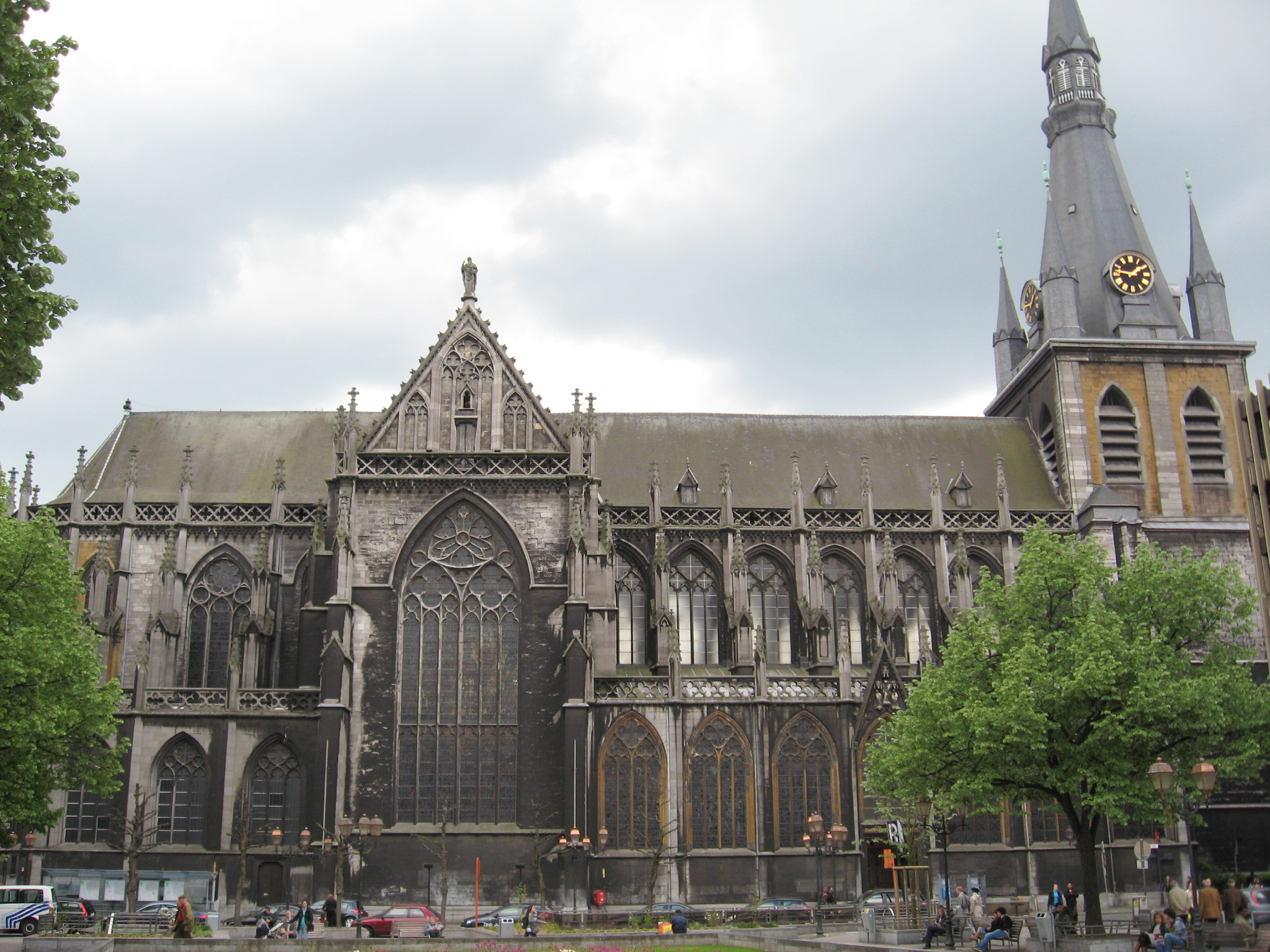
St.-Pauluskathedraal, Luik
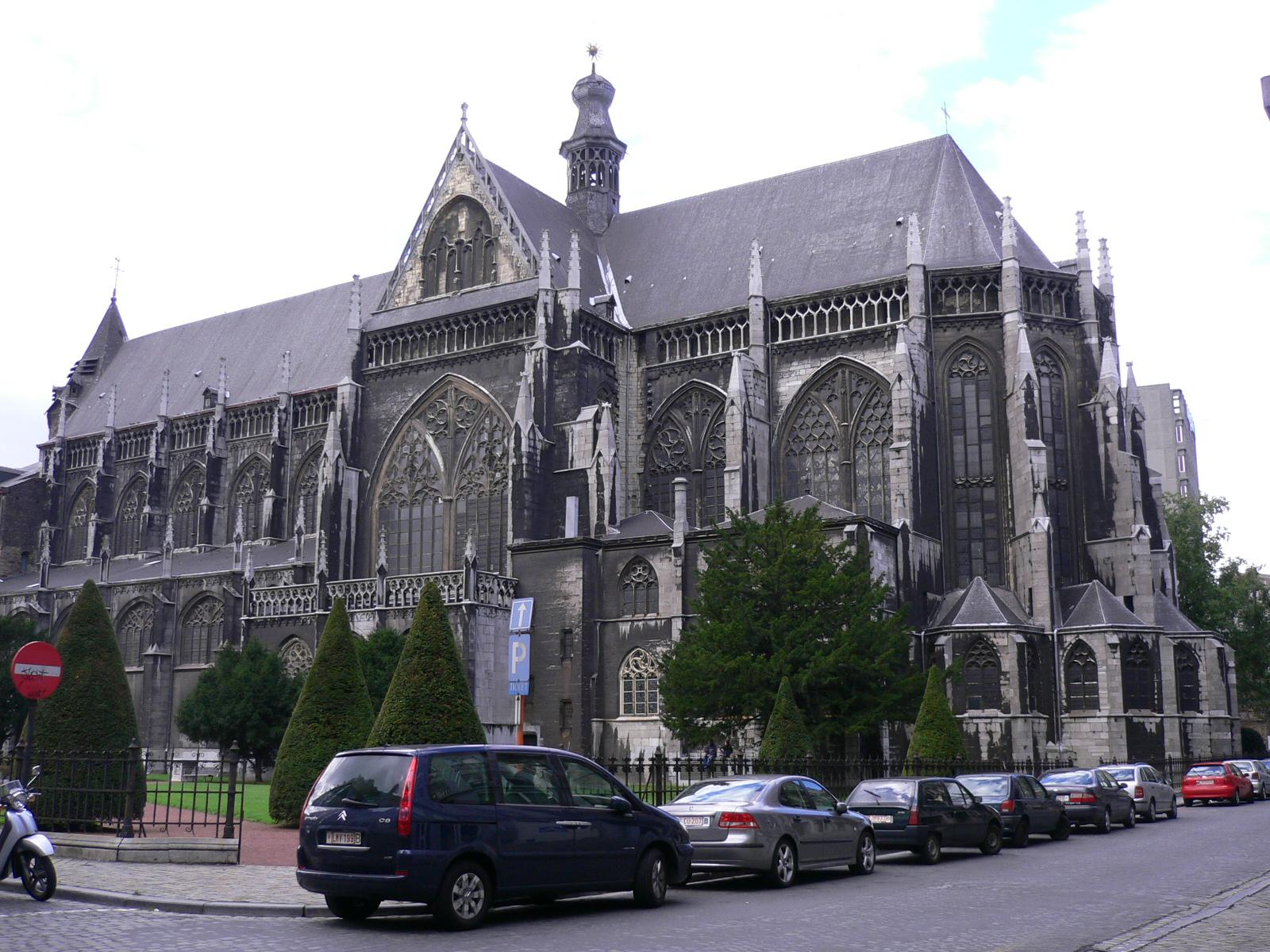
St.-Jacobskerk, Luik
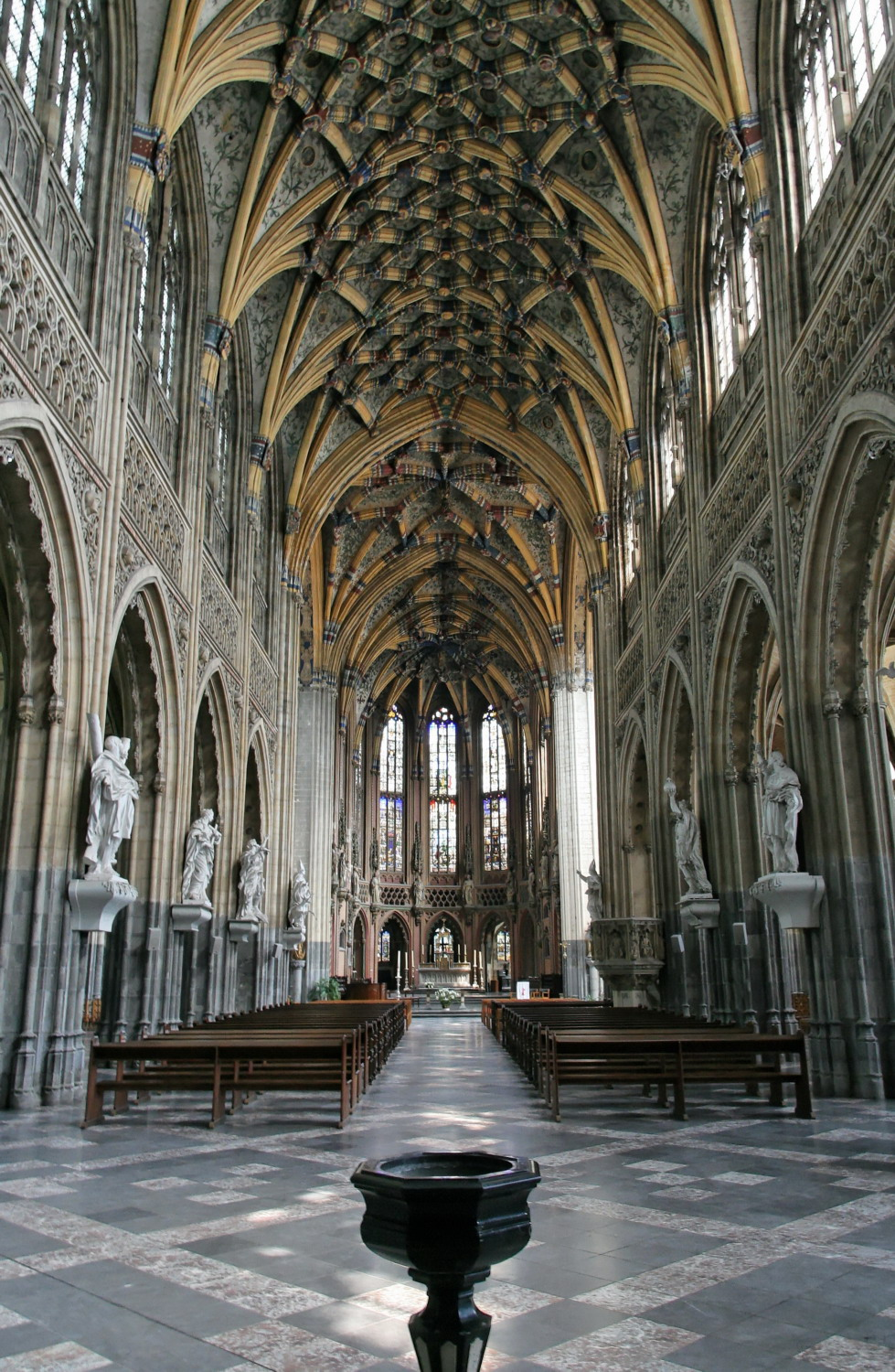
St.-Jacobskerk, interieur
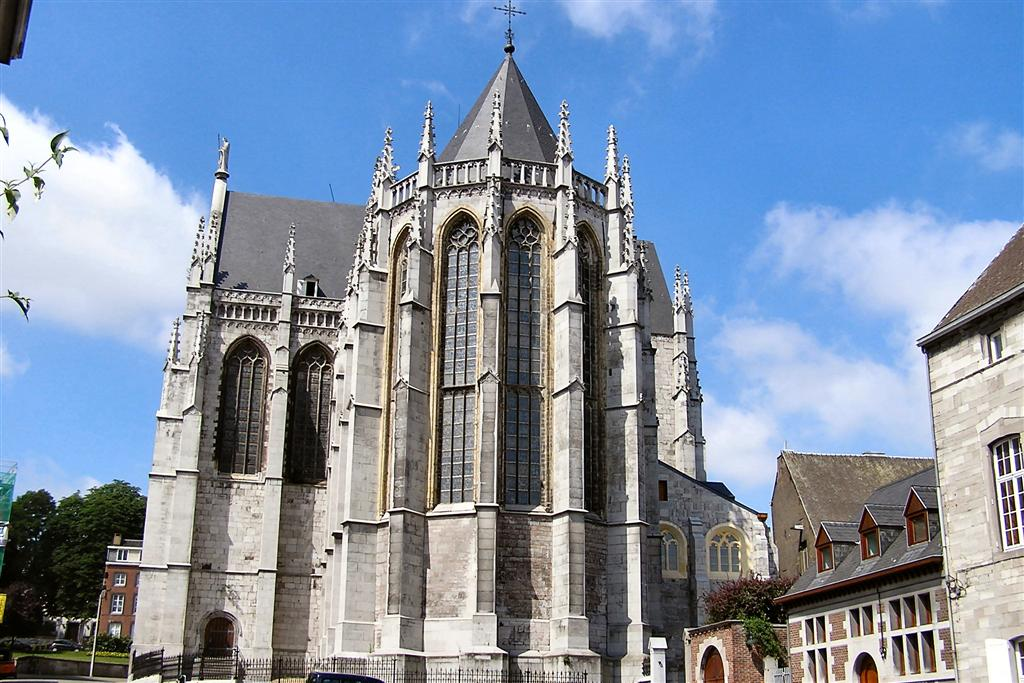
St.-Maartensbasiliek, Luik
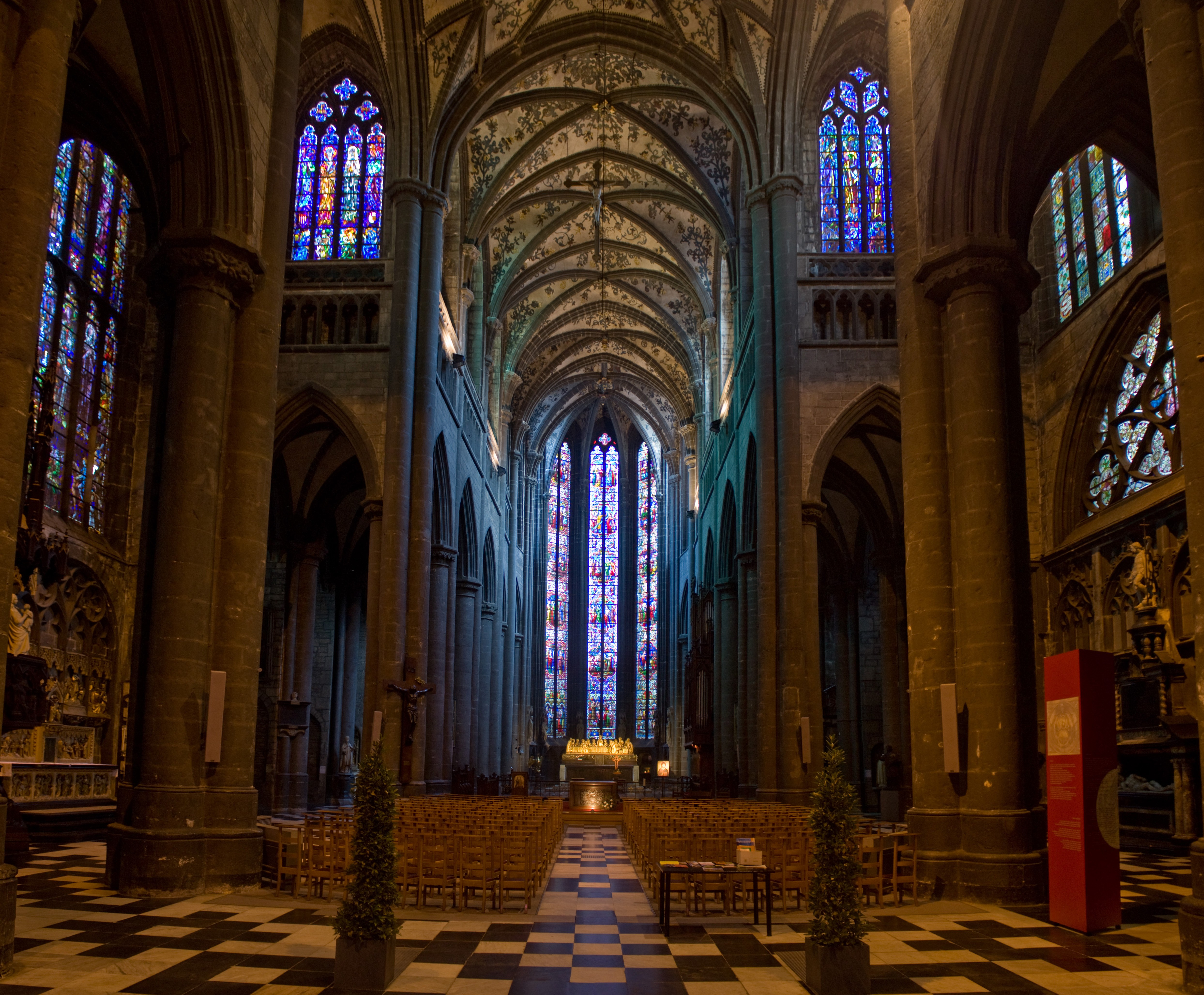
Interieur O.L.-Vrouwekerk, Hoei
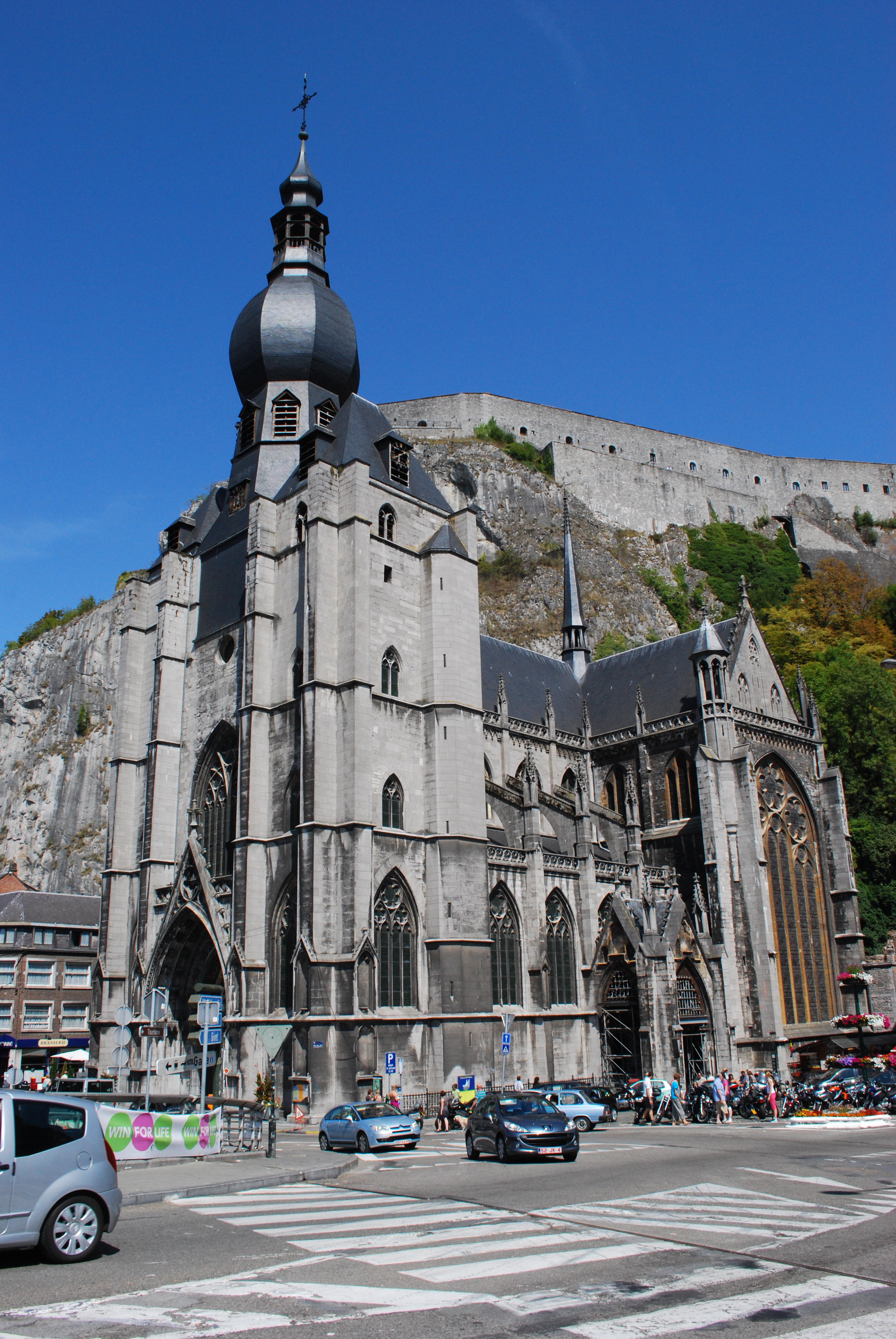
O.L.-Vrouwekerk, Dinant
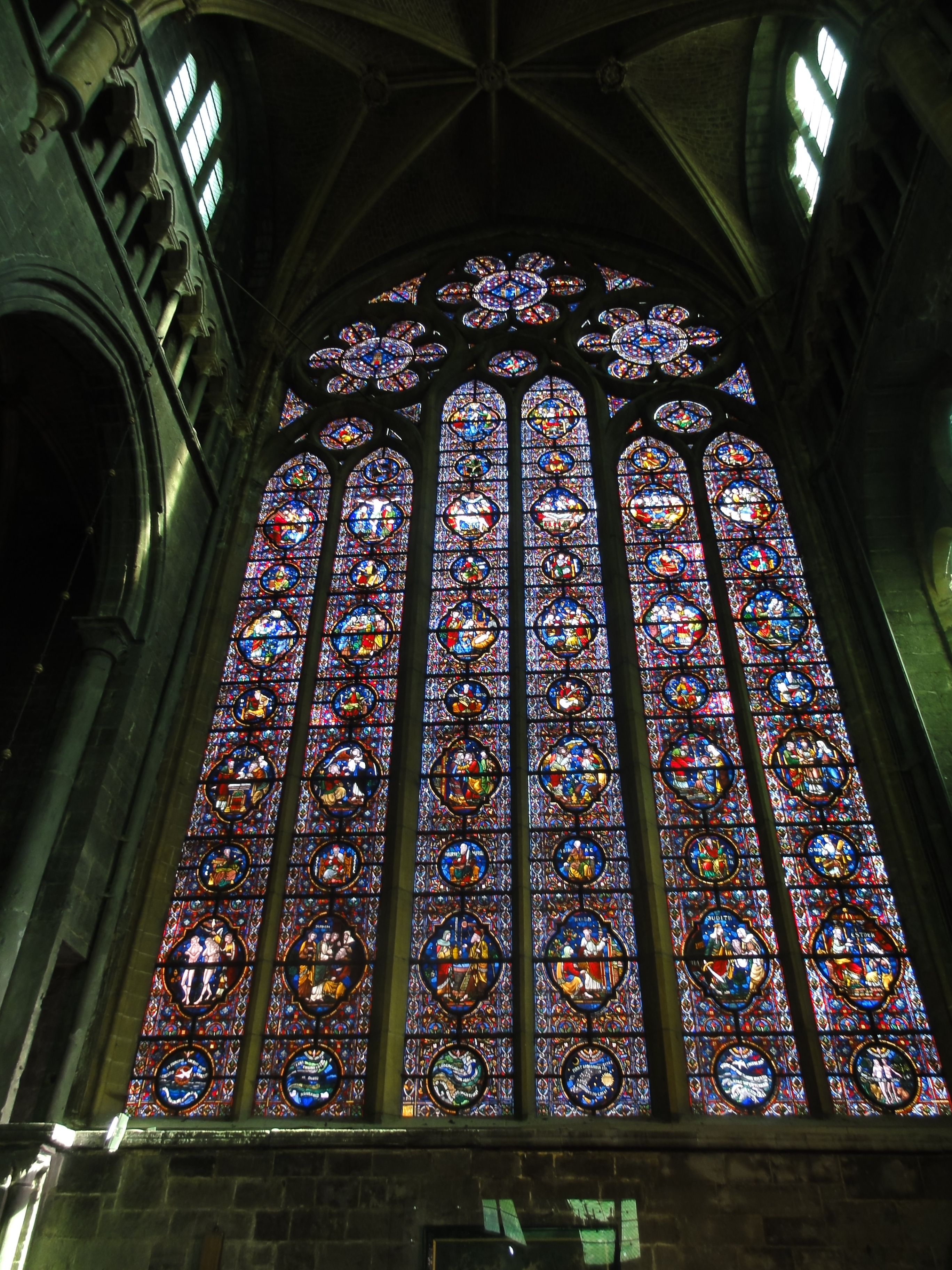
Interieur O.L.-Vrouwekerk, Dinant